# Lee Ki-je
Lee Ki-je est un footballeur sud-coréen né le 9 juillet 1991. Il évolue au poste de défenseur.

## Biographie
Lee Ki-je commence sa carrière professionnelle avec le club japonais du Shimizu S-Pulse. Pour sa première saison, il dispute 33 matchs en J-League 1.